# سیارک ۱۴۸۲۰
سیارک ۱۴۸۲۰ (به انگلیسی: 14820 Aizuyaichi، نامگذاری:1982VF4) چهارده هزار و هشتصد و بیستمین سیارک کشف شده‌است که در ۱۴ نوامبر ۱۹۸۲ کشف شد.
قدر مطلق سیارک برابر ۱۴.۸ است.